# Acacia leucothrix
Acacia leucothrix é uma espécie de leguminosa do gênero Acacia, pertencente à família Fabaceae.